# Yoshi’s Story
Yoshi’s Story (jap.: ヨッシーストーリー, Hepburn: Yosshī Sutōrī) ist ein Jump-’n’-Run-Videospiel, das von Nintendos interner Abteilung Nintendo EAD entwickelt und von Nintendo erstmals am 21. Dezember 1997 in Japan für das Nintendo 64 veröffentlicht wurde. In Nordamerika erschien das Spiel am 10. März 1998 und in Europa am 10. Mai 1998. Zu späteren Zeitpunkten wurde das Spiel auch für die chinaexklusive Konsole iQue Player sowie über die Virtual Console für die Wii und die Wii U veröffentlicht.

## Handlung
Die Handlung von Yoshi’s Story spielt auf der Yoshi-Insel, auf der seit jeher die Yoshis, dinosaurierartige Wesen, leben. Auf der Insel wächst der Happy-Baum, dessen Früchte den Yoshis Glück und Freude bereiten. Baby Bowser ist auf diese Glückseligkeit der Yoshis eifersüchtig. Er stiehlt den Happy-Baum und belegt die Yoshi-Insel mit einem Fluch, der die Insel in ein Pop-up-Buch verwandelt und die Yoshis in tiefe Trauer stürzt. Die Yoshis sind so traurig, dass sie nicht gegen den Fluch ankämpfen können. Doch kurz nachdem der Fluch die Insel befällt, schlüpfen sechs Yoshis aus ihren Eiern. Durch die dicke Eierschale konnten sie dem Fluch entkommen. Die sechs Yoshis machen sich auf den Weg, um die Insel wieder mit Glückseligkeit zu füllen, den Happy-Baum zu befreien und den Fluch zu brechen.
Die Yoshis reisen durch die sechs Seiten des Pop-up-Buchs und erreichen am Ende Baby Bowsers Schloss, in dem der Happy-Baum gefangen ist. Nachdem die Yoshis Baby Bowser besiegen, lässt er den Happy-Baum frei und verschwindet von der Insel. Der Yoshis werden wieder glücklich und brechen mit ihrer Glückseligkeit den Fluch. Das Pop-up-Buch verwandelt sich in die Yoshi-Insel zurück.

## Spielprinzip
Yoshi’s Story ist ein Jump ’n’ Run. Der Abenteuer-Modus des Spiels besteht aus sechs Welten, die von den sechs Seiten des Pop-up-Buches dargestellt werden. Jede Welt besteht aus vier Leveln; jedoch kann nur ein einziges Level besucht werden, bevor die Welt verlassen werden muss. Anders als in konventionellen Spielen des Genres besitzen die Levels kein Start und kein Ende; das Ziel eines Levels ist es stattdessen, 30 Früchte zu essen. Einige der Früchte liegen auf dem Boden, während andere Früchte von Gegnern bewacht werden. Nach Essen der 30 Früchte ist das Level abgeschlossen.
Wie in den Yoshi-Spielen typisch besitzt Yoshi neben Laufen und Springen im Vergleich zu anderen Jump-’n’-Run-Spielen ein erweitertes Moveset. So kann Yoshi einen Flatterflug ausführen, der es ihm erlaubt, nach einem normalen Sprung länger in der Luft zu bleiben. Außerdem kann Yoshi Gegner verschlucken und sie in Eier verwandeln. Diese Eier kann der Spieler auf Gegner werfen und auch auf diese Weise besiegen.
Neben dem Abenteuer-Modus besitzt das Spiel einen Challenge-Modus. Dort ist das Ziel, ein Level mit einer besonders hohen Punktzahl abzuschließen. Punkte erhält der Spieler unter anderem für das Besiegen von Gegnern oder gesammelte Münzen. Außerdem gibt es höherwertige Früchte, die beim Essen mehr Punkte als normale Früchte liefern.

## Entwicklung und Veröffentlichung
Yoshi’s Story wurde von Nintendo EAD entwickelt und von Nintendo veröffentlicht. Wie im Vorgänger Yoshi’s Island waren Takashi Tezuka der Producer des Spiels und Hideki Konno der Director des Spiels. Komponist des Spiels war Kazumi Totaka. Er verlieh in diesem Spiel Yoshi seine Stimme, die auch noch in den späteren Yoshi-Spielen oder Spin-Offs der Mario-Reihe wie Mario Kart oder Mario Party bis zur Veröffentlichung von Super Mario Galaxy 2 verwendet wurde.
Yoshi’s Story wurde erstmals auf Nintendos Videospielmesse Shoshinkai im November 1996 unter den Namen Yoshi’s Island 64 angekündigt; zu diesem Zeitpunkt wurde das Spiel noch als Exklusivtitel für das 64DD, eine für 1997 angekündigte Erweiterung des Nintendo 64, vorgestellt. Im folgenden Jahr wurde der Titel des Spiels auf Yoshi’s Story geändert und das Spiel sollte nun für das Nintendo 64 selbst und nicht mehr für dessen Erweiterung erscheinen.
Das Spiel erschien schließlich am 21. Dezember 1997 in Japan. In Nordamerika wurde das Spiel am 10. März 1998 und in Europa am 10. Mai 1998 veröffentlicht. 2004 erschien Yoshi’s Story in China als eines von 14 Spiele für den iQue Player, eine auf dem Nintendo 64 basierende Konsole, mit der Nintendo das damalige Videospielverbot in China umging. Für das Virtual-Console-Angebot der Wii und Wii U erschienen Emulationen des Spiels. Die Wii-Version erschien in Nordamerika am 17. September, in Europa am 26. Oktober und in Japan am 30. Oktober 2007. Im Nintendo eShop der Wii U erschien die Emulation in Japan am 17. Februar, in Nordamerika am 24. März und in Europa am 14. April 2016.

## Rezeption
Yoshi’s Story erhielt von der Fachpresse größtenteils mäßige Wertungen. Auf dem Review-Aggregator Metacritic erhielt das Spiel – basierend auf 8 Bewertungen – einen Metascore von 65 von 100 möglichen Punkten.
Mehrere Videospieljournalisten meinten zu Yoshi’s Story, dass das Spiel gut zu seiner Zielgruppe angepasst sei. So meinte Peer Schneider der Website IGN, dass Kinder das Spiel wegen seiner Niedlichkeit und dem einfachen Spielverlauf lieben werden würden. Ähnlich äußerte auch Joe Fielder von GameSpot, dass Kinder bereits nach einer kurzen Spielzeit Erfolgsmomente erzielen könnten. Er kritisierte hingegen, dass das Spiel dadurch für erfahrenere Spieler wenig Motivation gebe, es durchzuspielen. Auch Schneider stufte das Spiel als zu einfach ein und bemängelte die kurze Spielzeit, um das Spiel durchzuspielen.
Rückblickend wird die Grafik des Spiels gelobt. Wegen des 2D-Designs der Spielwelt sehe Yoshi’s Story der Videospielwebsite Screen Rant zufolge heutzutage besser aus als die vielen 3D-Spiele seiner Zeit. Screen Rant sprach der Grafik des Spiels eine „zeitlose Qualität“ zu und ernannte es zu einem von fünf gut gealterten Spiele für das Nintendo 64.